# Mydrosoma sinaloa
Mydrosoma sinaloa is een vliesvleugelig insect uit de familie Colletidae. De wetenschappelijke naam van de soort is voor het eerst geldig gepubliceerd in 1986 door Michener.